# Artist 100

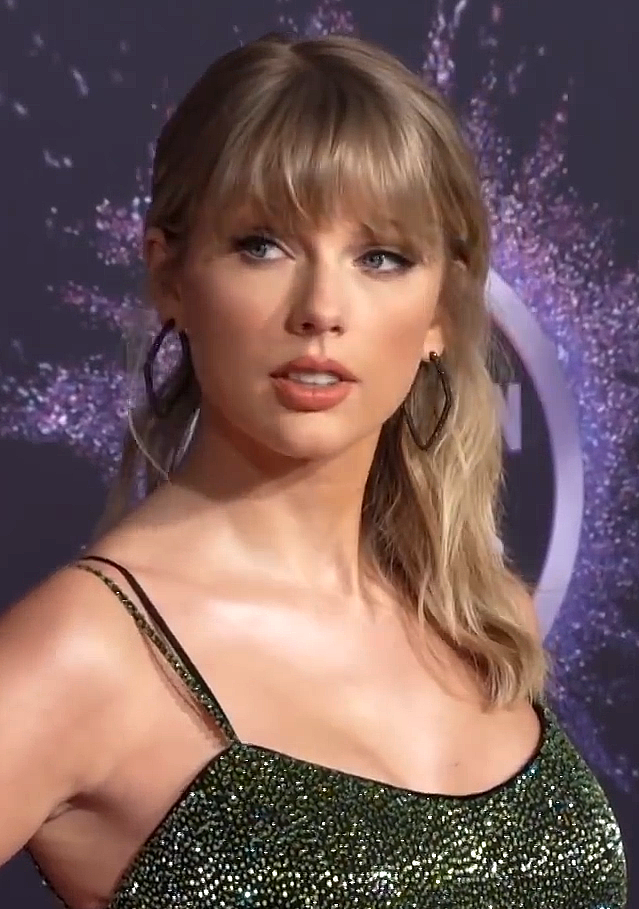
Taylor Swift a estado 50 semanas en el Artist 100

La Artist 100 es una lista publicada semanalmente por la revista Billboard en Estados Unidos. Combina el desempeño en los rankings Hot 100, Billboard 200 y Social 50 .
La Artist 100 se publicó por primera vez el 19 de julio de 2014, edición en la que Trey Songz se situó en la primera posición. Taylor Swift es la artista con mayor número de semanas en la cima de la lista.

## Artistas con mayor cantidad de semanas en el número uno
| Semanas | Artista       | Ref.  |
| ------- | ------------- | ----- |
| 50      | Taylor Swift  | [ 3 ] |
| 36      | Drake         | [ 3 ] |
| 28      | The Weeknd    | [ 3 ] |
| 20      | BTS           | [ 4 ] |
| 20      | Adele         | [ 4 ] |
| 15      | Ariana Grande | [ 5 ] |